# Андовер (переписна місцевість, Массачусетс)
Андовер (англ. Andover) — переписна місцевість (CDP) в США, в окрузі Ессекс штату Массачусетс. Населення — 9735 осіб (2020).

## Географія
Андовер розташований за координатами 42°39′20″ пн. ш. 71°8′32″ зх. д. / 42.65556° пн. ш. 71.14222° зх. д. (42.655671, -71.142242).  За даними Бюро перепису населення США в 2010 році переписна місцевість мала площу 9,76 км², з яких 9,55 км² — суходіл та 0,21 км² — водойми.

## Демографія
Згідно з переписом 2010 року, у переписній місцевості мешкали 8762 особи в 3298 домогосподарствах у складі 1931 родини. Густота населення становила 898 осіб/км².  Було 3483 помешкання (357/км²).
Расовий склад населення:
| - 89,4 % — білих - 5,1 % — азіатів - 1,7 % — чорних або афроамериканців - 0,1 % — вихідців з тихоокеанських островів - 0,1 % — корінних американців - 1,5 % — осіб інших рас |

До двох чи більше рас належало 2,0 %. Частка іспаномовних становила 4,3 % від усіх жителів.
За віковим діапазоном населення розподілялося таким чином: 20,7 % — особи молодші 18 років, 60,8 % — особи у віці 18—64 років, 18,5 % — особи у віці 65 років та старші. Медіана віку мешканця становила 41,7 року. На 100 осіб жіночої статі у переписній місцевості припадало 84,0 чоловіків;  на 100 жінок у віці від 18 років та старших — 80,6 чоловіків також старших 18 років.
Середній дохід на одне домашнє господарство  становив 112 517 доларів США (медіана — 72 375), а середній дохід на одну сім'ю — 152 416 доларів (медіана — 130 347). Медіана доходів становила 93 665 доларів для чоловіків та 62 298 доларів для жінок. За межею бідності перебувало 10,7 % осіб, у тому числі 12,0 % дітей у віці до 18 років та 16,3 % осіб у віці 65 років та старших.
Цивільне працевлаштоване населення становило 4177 осіб. Основні галузі зайнятості: освіта, охорона здоров'я та соціальна допомога — 39,4 %, виробництво — 13,7 %, науковці, спеціалісти, менеджери — 11,6 %.